# Charanga

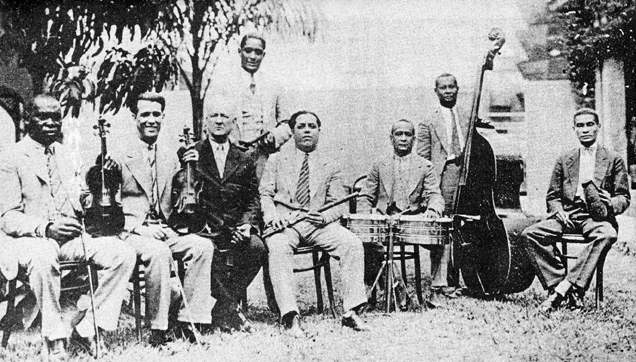
Fotografia de 1920 da charanga cubana "Orquesta de Antonio María Romeu", fundada em 1910 uma das primeiras "charangas francesas".

Charanga é uma banda de música geralmente composta apenas por instrumentos de sopro, embora também possa incluir timbales. Também pode designar uma música desafinada tocada com instrumentos de sopro.
Em castelhano o termo charanga está associado a bandas que tocam música festiva e popular, frequentemente marchando. Outros termos praticamente sinónimos de charanga em Espanha, onde os nomes variam conforme a região, são: fanfarria, fanfare, xaranga ou txaranga.

## Charangas brasileiras
No Brasil, as charangas se popularizaram nos estádios de futebol, onde grupos formados por instrumentos de sopro e percussão animavam as partidas com os hinos dos clubes, sambas e marchinhas de carnaval. A mais popular das charangas era a do Flamengo, a "Charanga do Jaime", que durante anos se apresentou nos jogos do clube sob a tutela do músico Jaime de Carvalho. A Charanga do Jaime foi homenageada nos versos do "Samba Rubro-Negro" de Wilson Batista na regravação do samba por João Nogueira.

## Charangas cubanas
Em Cuba, o termo charanga tem um significado substancialmente diferente, designando um conjunto musical normalmente constituído por piano, violino, violoncelo, güiro (instrumento de percussão), clarinete, flauta, contrabaixo e timbales (estes últimos nem sempre estão presentes). Originalmente as charangas cubanas tocavam principalmente danzón, um género criado no final do século XIX em Matanzas, mas posteriormente começaram a tocar chá-chá-chá e son (conhecido internacionalmente como salsa). Por vezes o termo charanga designa ele próprio o tipo de música tocado por uma charanga, geralmente uma mistura de música clássica europeia e ritmos africanos.